# Joaquim Bonifácio do Amaral

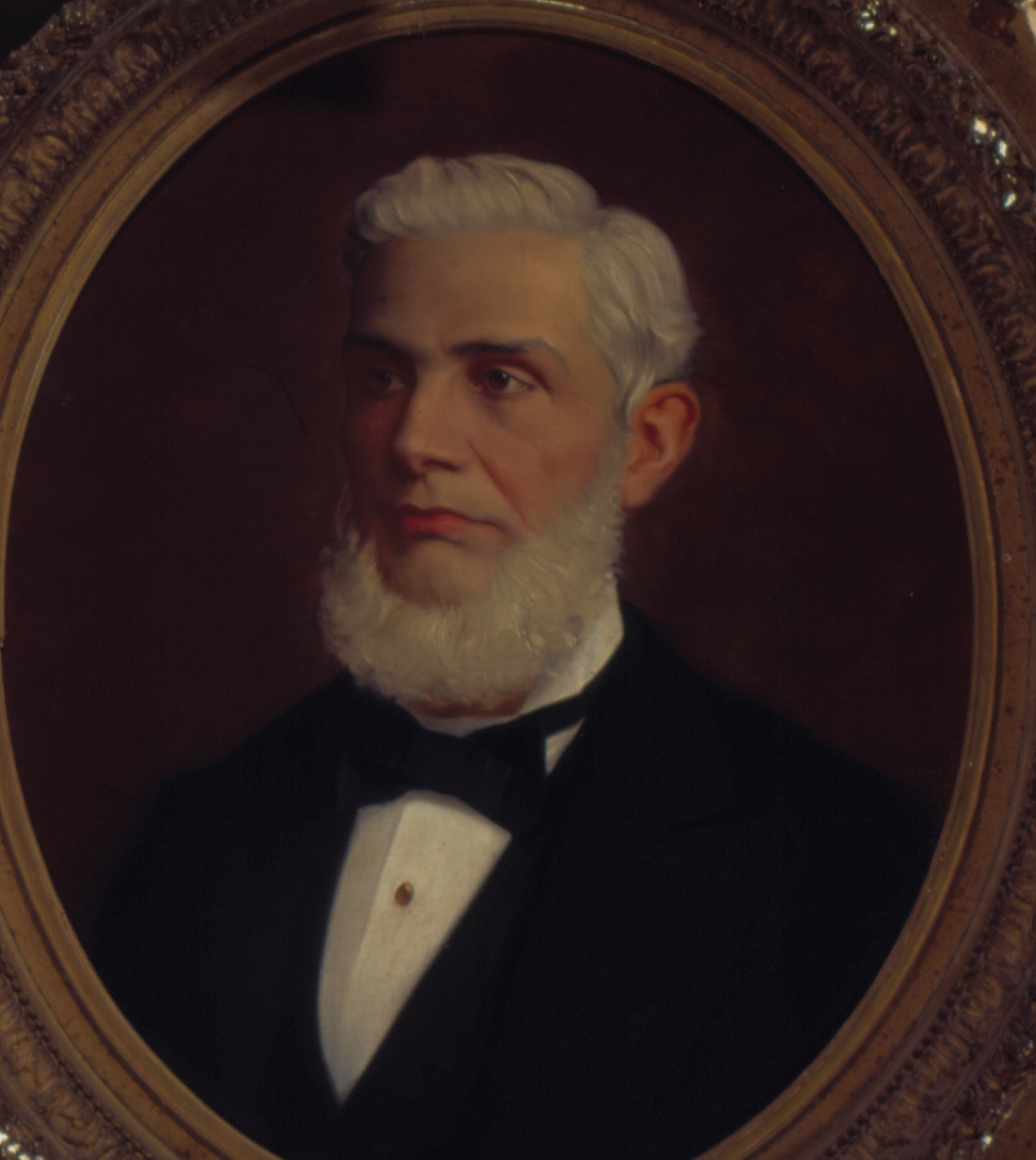
„Joaquim Bonifácio do Amaral“, Porträt von François-Auguste Biard

Joaquim Bonifácio do Amaral, Visconde de Indaiatuba (* 2. September 1815 in Campinas; † 6. November 1884) war ein brasilianischer Kaffeeproduzent und Politiker.

## Leben
Joaquim Bonifácio do Amaral war der Sohn von Ana Matilde de Almeida Pacheco und José Rodrigues Ferraz do Amaral. Er heiratete seine Nichte Ana Guilhermina Pompeu do Amaral. Zu ihren Kindern gehörten Elisma do Amaral, Euclides Egydio de Souza Aranha (* 1864; † 1929) und Olavo Egídio de Sousa Aranha.
Amaral leitete den 1831 gegründeten Partido Liberal, wurde 1849 Abgeordneter der Legislativversammlung der Provinz São Paulo und danach zu einem von zwei Vizegouverneuren der Provinz gewählt. Er war Anhänger des Abolitionismus und Kaffeebauer in Campinas. 1852 schaffte er durch die Ansiedelung von deutschen und Tiroler Lohnarbeitern die Sklaverei auf seiner Fazenda Sete Quedas ab.
Am 19. Mai 1869 gründete Amaral eine unabhängige Freimaurerloge und leitete diese. Bei einem Abendessen am 31. Dezember 1875 überreichte er 130 Sklaven Freibriefe. Mehrfach beherbergte Amaral Peter II. von Brasilien, unter anderem bei dessen Besuch zur Eröffnung der Companhia Mogiana de Estradas de Ferro im Jahr 1872.
Am 16. Februar 1876 wurde er zum Baron und am 19. Juli 1879 zum Visconde geadelt und als Ritter im Orden der Rose aufgenommen.
Im Jahr 1882 trug er dazu bei, dass die Toten der liberalen Revolution vom 7. Juni 1842 vom Schlachtfeld der Batalha da Venda Grande auf einen öffentlichen Friedhof umgebettet wurden.